# De zwarte Zonnekoning
De zwarte Zonnekoning is het 9e stripverhaal van De Kiekeboes. De reeks wordt getekend door striptekenaar Merho.

## Verhaal
De nieuwe avonturen van de familie Kiekeboe in Boeloe Boeloe, waarin ze vele oude bekenden weerzien en nieuwe onbekenden ontmoeten. Moïse Mombakka is nu president van Boeloe Boeloe en Bibi Pralin Gaga werd weer een brave soldaat. Tijdens een buitenlandse reis van Mombakka neemt Bibi Pralin Gaga echter opnieuw de macht over en laat Charlotte ontvoeren.

## Achtergrond
Moïse Mombakka, Amoko, James Minestrone en Bibi Pralin Gaga kwamen al eerder in de stripreeks voor, namelijk in het album De dorpstiran van Boeloe Boeloe.

## Uitgavegeschiedenis
Het verhaal werd van 22 juni tot en met 5 oktober 1979 voorgepubliceerd in de krant Het Laatste Nieuws.